# Nawrót (pływanie)

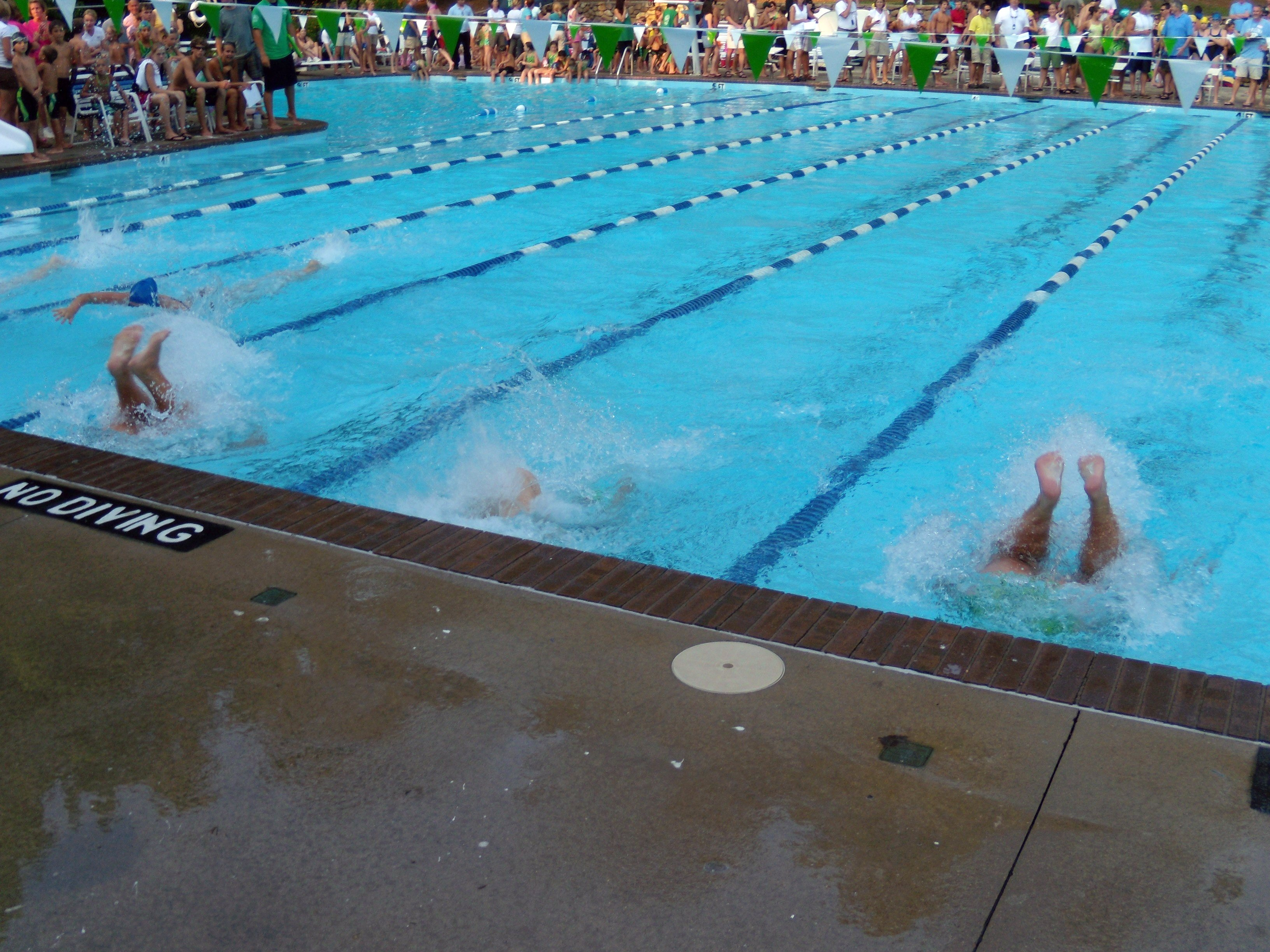
Nawrót koziołkowy

Nawrót – zmiana kierunku w pływaniu na przeciwny, przeważnie przy dopłynięciu do końca basenu pływackiego w celu kontynuowania pływania.
Wymiary basenów pływackich wymuszają podczas pokonywania określonych dystansów po dopłynięciu do ściany basenu wykonanie sprawnego nawrotu, ażeby zminimalizować straty spowodowane zmianą kierunku. Rozwój technik pływackich miał wpływ również na doskonalenie technik nawrotów. Dzięki dobrze wykonanemu nawrotowi, pływak mimo fazy zatrzymania się, paradoksalnie nie traci, ale zyskuje na czasie, dlatego rekordy w pływaniu mierzone są osobno na basenach 25-metrowych i 50-metrowych i te pierwsze są lepsze (porównaj: rekordy świata w pływaniu).

## Rodzaje nawrotów
Wyróżnia się dwa podstawowe typy nawrotów:
- nawroty odkryte (też: otwarte, zwykłe) oraz
- nawroty koziołkowe.

Każdy styl pływacki charakteryzuje się indywidualną techniką wykonywania nawrotu, technika jest również inna, gdy przechodzimy po odbiciu z jednego stylu do drugiego (jak np. w stylu zmiennym).
Łącznie występuje zatem 7 rodzajów nawrotów w pływaniu:
1. w stylu motylkowym (delfinie);
2. w stylu klasycznym;
3. w kraulu;
4. w przejściu ze stylu motylkowego do stylu grzbietowego;
5. w przejściu ze stylu grzbietowego do stylu grzbietowego;
6. w przejściu ze stylu grzbietowego do klasycznego;
7. w przejściu ze stylu klasycznego (żabki) do kraula[1].

## PrzepisyFINAdotyczące nawrotów
Na zawodach w pływaniu technika wykonania nawrotu jest ściśle określona przepisami Światowej Federacji Pływackiej. Wybrane przepisy dotyczące nawrotów:
- we wszystkich konkurencjach pływak podczas nawrotu musi mieć fizyczny kontakt ze ścianą pływalni. Nawrót musi być wykonany od ściany i niedozwolone jest odbicie się od dna lub zrobienie kroku;
- podczas nawrotu w kraulu i stylu grzbietowym ściany nawrotowej należy dotknąć dowolną częścią ciała, natomiast w delfinie i żabce oburącz jednocześnie rozłączonymi dłońmi;
- po nawrocie dozwolone jest całkowite zanurzenie się pływaka na dystansie nie dłuższym niż 15 metrów.  Przed tym punktem głowa musi „złamać” powierzchnię wody;
- w stylu klasycznym po nawrocie pływak może wykonać jeden ruch ramion całkowicie do tyłu w kierunku nóg, w czasie którego może być zanurzony, oraz tylko jedno delfinowe kopnięcie nóg[2].

## Nawroty bez odbicia od ściany
Nawroty w wodzie są również możliwe bez odbicia się od ściany. Są konieczne w różnych sportach wodnych, jak np.: piłka wodna, hokej podwodny, rugby podwodne, oraz w zawodach rozgrywanych w wodach otwartych, wówczas nawrót jest wykonywany poprzez opłynięcie przeszkody (boi).